# Slave (BDSM)

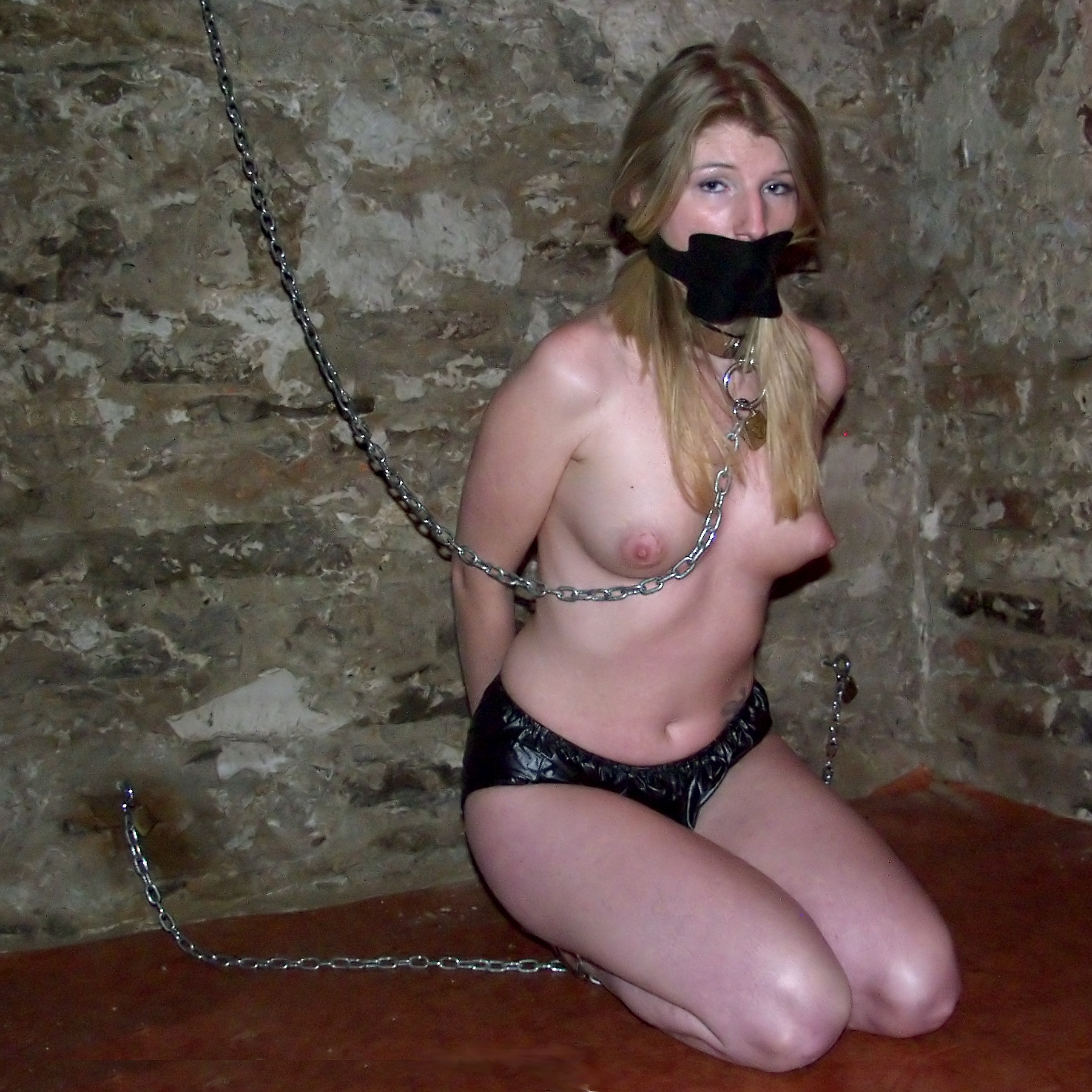
Una donna slave

Con il termine slave (in italiano schiavo/a), nel lessico proprio alla comunità BDSM, ci si riferisce generalmente al soggetto, di sesso maschile o femminile, in condizione di sottomissione fisica e/o psicologica rispetto al soggetto dominante (Dom, maschio o femmina).
Contrariamente al mondo anglosassone, in Italia è invalso l'uso improprio di denominare come slave chiunque pratichi BDSM come sottomesso, ignorando quasi completamente termini intermedi come sottomesso, sub e altri. In realtà, essere slave è la forma più estrema di sottomissione e consiste nel far dono di sé al soggetto dominante, che in tal caso può essere una Mistress (padrona) o un Master (padrone), rinunciando in modo totale a qualunque forma di parità.
Lo slave si identifica nell'appartenenza al proprio padrone, fermo restando che ciò avviene sempre nell'ambito di rapporti consapevoli e consensuali identificabili come SSC o RACK e che tale "appartenenza" non ha nessun valore legale. Pochissimi, anche in ambito BDSM, sono slave, la qual cosa, in base a quanto detto, si configura come una vera e propria scelta di vita che va ben oltre il gioco occasionale. In modo più specifico, lo/a slave è colui o colei che vive la condizione di sottomissione all'interno di una relazione continuativa (24/7) o comunque prolungata nel tempo e comprendente aspetti sentimentali, relazionali e sessuali, sempre se ciò è voluto dalla parte dominante.

## Total Power Exchange
Con la locuzione inglese Total Power Exchange (TPE), letteralmente "scambio totale di potere", ci si riferisce al tipo di rapporto che intercorre tra slave e mistress o master e mette in evidenza l'effettiva, reale non-parità che intercorre tra le parti. È una  modalità di rapporto in cui il soggetto dominante prende controllo di tutta o quasi la vita del soggetto slave. Ciò non significa che quest'ultimo venga privato di potere decisionale, ma che questo dovrà sempre indirizzato verso il benessere del padrone, anche con una buona dose di iniziativa e autonomia. Come detto prima, slave è una parola abusata in cui si identificano in molti. Quindi parlare, per esempio, di rapporto padrona-schiavo fondato sul TPE, significa mettere in chiaro l'effettiva estrema realtà del rapporto. Per cui TPE assume il ruolo di discriminante per capire bene ciò di cui si parla.

## Addestramento dello/a slave
Nella maggior parte dei casi, soprattutto laddove la relazione è continuativa, il partner dominante svolge un vero e proprio addestramento nei confronti del soggetto sottomesso (slave), in modo da renderlo consapevole delle esigenze che deve soddisfare e perfezionare e disciplinare i comportamenti del sottomesso in modo che siano maggiormente di suo gradimento. In alcuni casi questo addestramento può comportare modifiche all'aspetto fisico, alle posture assunte dallo slave, particolari regole per l'alimentazione o l'abbigliamento, e frequenti punizioni necessarie per correggere le imperfezioni nel comportamento dello slave, inizialmente piuttosto ricorrenti. 
In particolari tipi di rapporto, l'addestramento dello slave può comportare anche una forma di training speciale, in cui lo slave viene adibito a svolgere in modo continuativo ruoli più specifici, quali ad es. quello di colf, e riceve una formazione specifica in tale senso. In altri casi, l'addestramento può comportare la trasformazione, dal punto di vista comportamentale, del soggetto sottomesso, che viene educato a comportarsi come un vero e proprio animale, quale il cane o il cavallo (si parla in questo caso di dog-training o di pony-training), al fine di degradarlo e accrescerne la sottomissione.

## Nota storica
Il termine slave deriva dal latino medievale slavus ed era inizialmente riferito, appunto, alle popolazioni slave. Il latino classico usava altre parole per indicare lo schiavo, come per esempio servus o captivus (prigioniero di guerra). L'uso di considerare slave come sinonimo di schiavo è dovuto alla deportazione di numerose popolazioni slave ad opera di Carlo Magno e che venivano poi rivendute come schiave. Il fenomeno era tale che in Europa occidentale gli slavi erano così diffusi sotto forma di schiavi, che slave ha soppiantato il termine captivus ed è diventato sinonimo di schiavo. In effetti, la definizione di slavus è prigioniero di guerra slavo.